# Манлио-Фабио-Альтамирано (муниципалитет)
Манлио-Фабио-Альтамирано (исп. Manlio Fabio Altamirano) — город и муниципалитет в Мексике, входит в штат Веракрус. Население 21 289 человек (на 2000 год).

## История

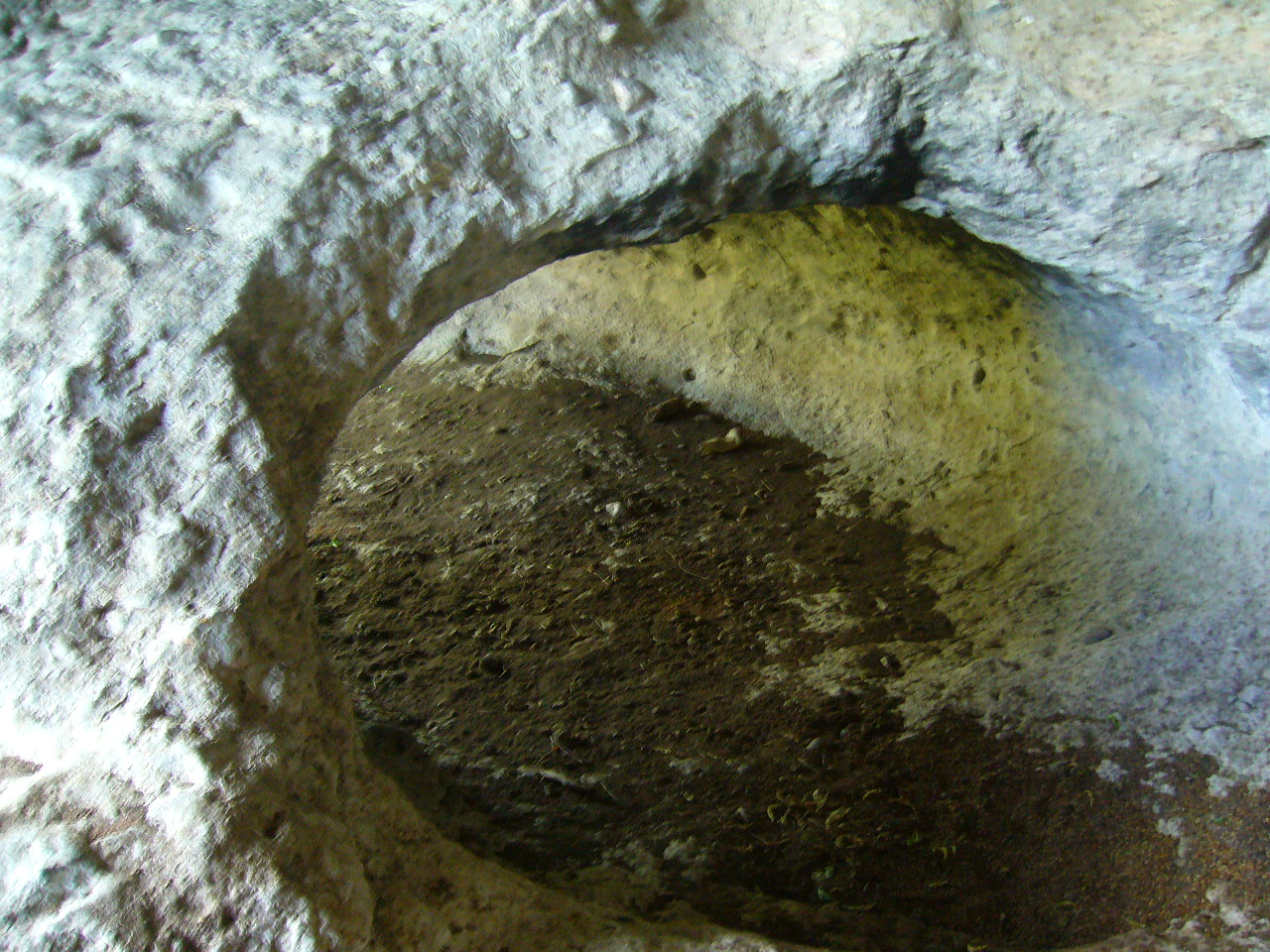
Пещера Тиа Чана

Город основан в 1937 году .